# Phare de Ponta de Castelhanos
Le phare de Ponta de Castelhanos (en portugais : Farol da Fortaleza de Santa Cruz) est un phare situé sur l'Ilha Grande, appartenant à la ville d'Angra dos Reis, dans l'État de Rio de Janeiro - (Brésil). 
Ce phare est la propriété de la Marine brésilienne  et il est géré par le Centro de Sinalização Náutica e Reparos Almirante Moraes Rego (CAMR) au sein de la Direction de l'Hydrographie et de la Navigation (DHN).

## Histoire
l'Ilha Grande est située à 20 km au sud-est d'Angra dos Reis. Une partie de l'île est devenue une réserve naturelle et est incluse dans le Parc national d'Ilha Grande. L'île est accessible en ferry d'Angra Dos Reis et Mangaratiba. L'île se trouve à environ 120 km au sud-ouest de Rio de Janeiro
Pour la sécurité de la navigation, il a été décidé, en 1899, de construire un phare sur Ponta de Castelhanos, à l'extrémité orientale de l'île. Le phare a été mis en service le 6 avril 1901. C'est une tour carrée en maçonnerie blanche de 16 m de hauteur, entre deux logements de gardiens.
C'est un feu à occultations qui émet, à 121 m de hauteur focale, trois éclats blancs par période de 10 secondes. Sa portée est de 27 milles nautiques (environ 50 km).
Identifiant : ARLHS : BRA076 ; BR2716- Amirauté : G0408 - NGA :18472 .
|             |
| Ilha Grande |

### Lien connexe
- Liste des phares du Brésil